# Кривоніс Віктор Мефодійович
Віктор Мефодійович Кривоніс (12 березня 1948, Ківшовата) — український історик, дослідник історії України 1920-1930-х років, кандидат історичних наук, доцент.

## Біографія
Народився 12 березня 1948 в селі Ківшоватій Таращанського району Київської області. Працював механізатором в колгоспі, служив в Радянській армії, працював учителем історії середньої школи. 1974 року закінчив історичний факультет Київського педагогічного інституту. У 1974–1976 роках — стажист-дослідник, у 1976–1977 роках — молодший науковий співробітник, у 1977–1980 роках — аспірант, у 1980–1982 роках — молодший науковий співробітник відділу історії соціалістичного будівництва Інституту історії АН УРСР. 1980 року, під керівництвом доктора історичних наук С. В. Кульчицького, захистив кандидатську дисертацію на тему: «Робітничий клас важкої промисловості УРСР в боротьбі радянського народу за техніко-економічну незалежність країни (1926–1937 рр.)». З 1982 року — старший викладач, доцент Української академії внутрішніх справ.
Автор праці «Вклад рабочего класса Украины в завоевание технико-экономической независимости СССР (1926–1937)». — Київ, 1982.